# Neorealism (konst)
Neorealism (från franska: nouveau réalisme) är en konstriktning som framträdde i Paris omkring 1960, grundad av kritikern Pierre Restany och med Yves Klein som ledande konstnär. Den opponerade mot den informella konsten och blev den franska motsvarigheten till engelsmännens och amerikanernas popkonst. 
Pierre Restany skrev det ursprungliga manifestet för gruppen, under titeln "Konstituerande förklaringen om en ny realism", i april 1960 som proklamerade "Nouveau Réalisme – nya sätt att uppfatta det verkliga." Denna gemensamma förklaring undertecknades den 27 oktober 1960 i Yves Kleins ateljé, av nio personer: Yves Klein, Arman, Martial Raysse, Pierre Restany, Daniel Spoerri, Jean Tinguely och Ultra-Lettrists, Francois Dufrêne, Raymond Hains, Jacques de la Villeglé. År 1961 fick gruppen även sällskap av César, Mimmo Rotella, Niki de Saint Phalle och Gérard Deschamps. 
Neorealisterna vill återinföra en föreställande konst, men istället för att avbilda föremål tog de steget fullt ut och ställde ut själva föremålet. Härigenom anknöt de till dadaismen med dess objet trouvé ("funnet objekt"), varför man ibland även har använt benämningen neodadaism om såväl neorealism som popkonst. 

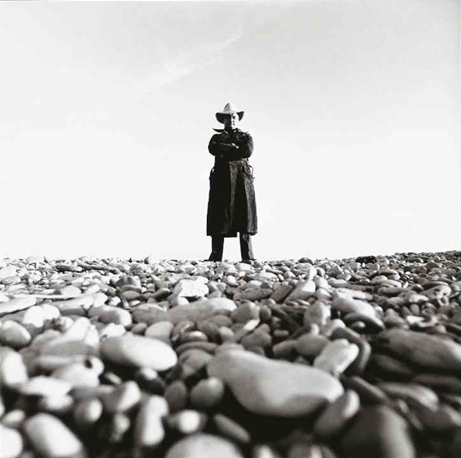
Lothar Wolleh, Foto Arman

## Idéer och tekniker
Medlemmarna i nouveau réalisme-gruppen tenderade att se världen som en bild som de kunde ta delar av och införliva i sina verk i ett försök att föra livet och konsten närmare varandra. De förklarade att de hade kommit tillsammans på grundval av en ny och verklig medvetenhet om sin "kollektiva singularitet", vilket innebär att de var tillsammans trots, eller kanske på grund av, sina olikheter. Men genom all mångfald i deras plastiska språk, uppfattade de en gemensam grund för sitt arbete, som blev en metod för direkt anslag av verkligheten, motsvarande en (enligt Pierre Restany) "poetisk återvinning av urban, industriell och medial verklighet".
Neorealisterna förespråkade således en återgång till "verkligheten" i opposition till lyrik av abstrakt målning.  De ville också undvika vad de såg som fällor i figurativ konst, som ansågs som antingen småborgerliga eller som stalinistisk socialistisk realism. Därför använde neorealisterna yttre objekt till att redogöra för verkligheten av sin tid. De uppfann décollage-tekniken (motsatsen till collage), särskilt genom användning av sönderdelade bilder – en teknik använd av François Dufrene, Jacques Villeglé, Mimmo Rotella och Raymond Hains.
Neorealisterna hade en omfattande användning av collage och assemblage, med hjälp av verkliga föremål, som ingår direkt i arbetet, och påvisade en anknytning till Marcel Duchamps konfektion. Den neorealistiska rörelsen har ofta också jämförts med popkonst-rörelsen i New York för dess användning och kritik av massproducerade kommersiella objekt (Villeglés strimlade bioaffischer, Armans samlingar av avfall och skräp), även om Nouveau Réalisme underhållit närmare band med Dada än med popkonst.